# دانشگاه لیوبلیانا
دانشگاه لیوبلیانا (اسلوونیایی: Univerza v Ljubljani)قدیمی‌ترین و بزرگترین دانشگاه در کشور اسلوونی و دارای بهترین رتبه جهانی در میان دانشگاه‌های این کشور است. این دانشگاه که در شهر لیوبلیانا پایتخت کشور اسلوونی قرار دارد با دارا بودن بیش از ۳۷ هزار دانشجوی کارشناسی و تحصیلات تکمیلی یکی از بزرگترین دانشگاه‌های اروپا به شمار می‌رود.
| رتبه | نام کشور             | کارشناسی | کارشناس ارشد | دکتری | تعداد کل |
| ---- | -------------------- | -------- | ------------ | ----- | -------- |
| ۱    | جمهوری مقدونیه شمالی | ۳۷۵      | ۳۰۷          | ۴۱    | ۷۲۳      |
| ۲    | بوسنی و هرزگوین      | ۳۶۷      | ۲۷۴          | ۲۶    | ۶۶۷      |
| ۳    | صربستان              | ۴۱۲      | ۲۱۶          | ۳۳    | ۶۶۱      |
| ۴    | کرواسی               | ۱۴۹      | ۲۳۷          | ۱۰۰   | ۴۸۶      |
| ۵    | اکراین               | ۱۱۴      | ۳۳           | ۸     | ۱۵۵      |
| ۶    | مونته‌نگرو            | ۵۱       | ۹۶           | ۷     | ۱۵۴      |
| ۷    | روسیه                | ۷۰       | ۵۵           | ۲۲    | ۱۴۷      |
| ۸    | ایتالیا              | ۳۶       | ۵۰           | ۳۸    | ۱۲۴      |
| ۹    | کوزوو                | ۳۲       | ۱۹           | ۵۵    | ۱۰۶      |
| ۱۰   | بلغارستان            | ۲۹       | ۱۸           | ۶     | ۵۳       |
| ...  | ...                  | ...      | ...          | ...   | ...      |
| ۱۶   | ایران                | ۱        | ۹            | ۲۰    | ۳۰       |